# (100352) 1995 TD1
(100352) 1995 TD1 es un asteroide perteneciente al cinturón de asteroides, descubierto el 14 de octubre de 1995 por Antonio Vagnozzi desde el Observatorio Astronómico de Santa Lucia di Stroncone, Stroncone, Italia.

## Designación y nombre
Designado provisionalmente como 1995 TD1.

## Características orbitales
1995 TD1 está situado a una distancia media del Sol de 3,079 ua, pudiendo alejarse hasta 3,495 ua y acercarse hasta 2,664 ua. Su excentricidad es 0,134 y la inclinación orbital 2,381 grados. Emplea 1974 días en completar una órbita alrededor del Sol.

## Características físicas
La magnitud absoluta de 1995 TD1 es 15,3. Tiene 4,986 km de diámetro y su albedo se estima en 0,065.